# Рядовка пятнистая
Рядовка пятнистая, или погубленная (лат. Tricholoma pessundatum) — слабо ядовитый вид грибов, иногда вызывающий желудочно-кишечные отравления.

## Описание
Шляпка диаметром 3—15 см, сначала полушаровидная или выпуклая, затем уплощённая, иногда с небольшим углублением в центре, жёлто-коричневая или красно-коричневая, с более светло окрашенным рубчатым краем, гладкая, радиально волокнистая, во влажную погоду слизистая.
Пластинки выемчатые или приросшие к ножке, частые или очень частые, окрашенные в беловатые тона, с возрастом немного желтеющие, с так же окрашенным немного неровным краем. Кроме пластинок также имеются многочисленные пластиночки.
Ножка 2—6 см в высоту и 1—2 см в толщину, цилиндрическая или немного расширяющаяся книзу, иногда полая, с отчётливой очень бледной зоной в верхней части, окрашена в беловатые тона, при длительном прикосновении слабо буреет, гладкая или волокнистая.
Мякоть белая или беловатая, иногда с буроватым оттенком. Запах мучнистый. Вкус слабый, мучнистый или немного горьковатый.
Споровый отпечаток белый. Споры белые, широко-эллипсоидные или продолговатые, 3,5—5×2,5—3,5 мкм.

## Распространение и экология
Произрастает обычно группами в хвойных и смешанных лесах. Образует микоризу с сосной, елью, пихтой и другими хвойными деревьями. Встречается обычно с сентября, на юге ареала иногда произрастает до декабря. Широко распространена по всей Европе, слабо отличающиеся образцы известны и в Северной Америке, где этот вид довольно обилен в центральной части материка.

## Таксономия

### Синонимы
- Agaricus pessundatus Fr., 1821 basionym
- Gyrophila pessundata (Fr.) Quél., 1888

## Сходные виды
Рядовка пятнистая входит в группу сходных по внешним признакам видов. Самый близкий вид — Tricholoma tridentinum Singer, 1943, чётко отличающийся от пятнистой лишь более широкими спорами. Рядовка бело-коричневая (Tricholoma albobrunneum (Pers.) P.Kumm., 1871) отличается слизистой шляпкой и довольно быстро темнеющей при прикосновении ножкой. Tricholoma populinum J.E.Lange, 1933 отличается почти сухой шляпкой с красно-розоватыми пятнами и экологическими особенностями. Tricholoma stans (Fr.) Sacc., 1887 с непятнистой шляпкой с ребристым краем, споры этого вида немного крупнее, чем у рядовки пятнистой.